# Sieć o izolowanym punkcie neutralnym
Sieć o izolowanym punkcie neutralnym (ang. isolated neutral system) - jest to sieć, w której nie ma żadnego połączenia punktu neutralnego z ziemią poza uziemieniem punktu gwiazdowego pierwotnych uzwojeń przekładników napięciowych. Prąd zwarcia z ziemią w takiej sieci wynika z admitancji doziemnych pracujących w niej linii. Ten sposób pracy punktu neutralnego spotyka się głównie w sieciach średniego napięcia. Do tego typu sieci zaliczamy też przypadki kiedy punkt neutralny połączony jest z ziemią przez ogranicznik przepięć lub bardzo dużą impedancję, która umożliwia przepływ niewielkiego prądu dla celów pracy zabezpieczeń lub pomiarów.